# Турецька пташина мова
Турецька пташина мова (тур. kuş dili) - версія турецької мови, що використовує високочастотний свист і мелодії для передачі слів. Раніше широко використовувалась турецькими фермерами для спілкування на великих відстанях у гористих місцевостях, але тепер кількість мовців зменшилась до 10 000 осіб. Мова перебуває на межі зникнення, оскільки зараз мобільні телефони виконують ту роль, яку колись виконувала ця мова. Ця мова тісно асоціюється із селом Кюшкьой (провінція Гіресун) в північних Понтійських горах Туреччини, оскільки воно щорічно з 1997 року проводить Фестиваль пташиної мови, культури та мистецтва. ЮНЕСКО в 2017 році включила турецьку пташину мову у свій список нематеріальної культурної спадщини. Дослідження, проведене в Кюшкьой, показує, що свистячі мови обробляються в обох півкулях мозку, поєднуючи нормальну обробку мови в одній півкулі мозку, а музику в іншій. Иншими країнами, в яких наявні свистячі мови, є Канарські острови, Греція, Мексика та Мозамбік.
В 2018 році ЮНЕСКО визнала турецьку пташину мову такою, що перебуває під загрозою зникнення.Організація зазначила, що через розвиток технологій, а також, через суспільні та економічні зміни, впала кількість носіїв мови та зменшилась територія на якій нею спілкуються. Висловлюються побоювання, що через недостатній інтерес молодого покоління до мови, вона бути витіснена із сфери людського спілкування та перетвориться на штучну мову. 